# Daimler (Verenigd Koninkrijk)

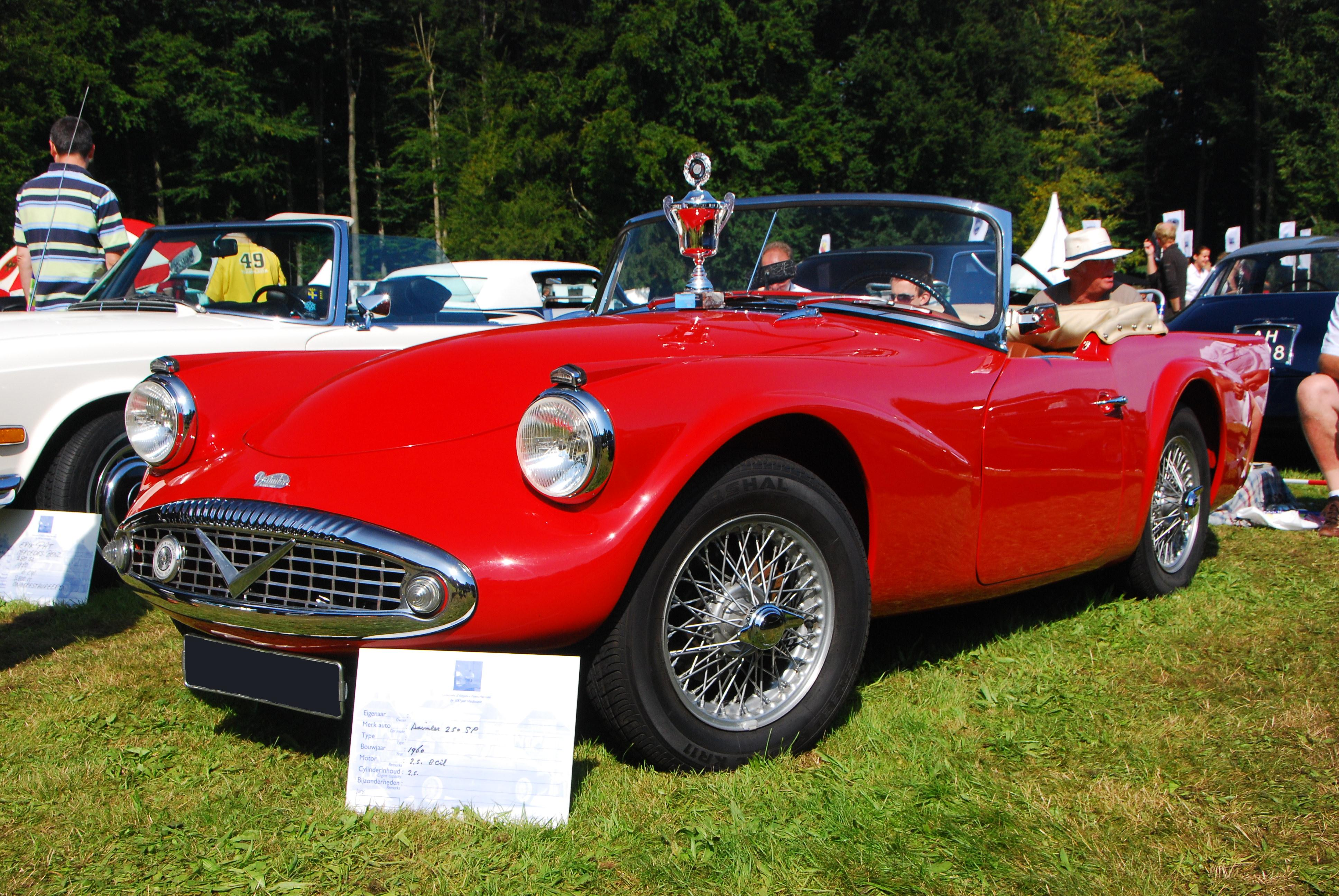
Daimler SP250

Daimler is het oudste automerk van het Verenigd Koninkrijk en werd opgericht in 1893. Het werd diverse malen in haar bestaan overgenomen en maakt tegenwoordig deel uit van Indiase autofabrikant Tata Motors.

## Oprichting
Daimler werd in mei 1893 opgericht door Fredrick Simms en anderen als The Daimler Motor Syndicate Limited met als doel het promoten van de (Duitse) Daimler-motor (voor boten, automobielen of als statische motor). Motoren gemaakt in Cannstatt, Duitsland door de Daimler Motoren Gesellschaft van Gottlieb Daimler.
Halverwege 1895 werd de Daimler Motor Company Limited opgericht, omdat er pas toen in Engeland kans leek te komen op de opheffing van alle negatieve wetgeving rondom automobielen. In november 1895 werd het bedrijf overgenomen door Harry Lawson. Het nieuwe bedrijf werd geregistreerd op 14 januari 1896 en Gottlieb Daimler was een van de directeuren. Hij is echter nooit op een directievergadering geweest. De eerste Daimlers geproduceerd in Coventry, Engeland, dateren van 1897 en waren gebaseerd op de Duitse Daimlers, maar er werd ook veel techniek gebruikt van, onder andere, Peugeot.

## Overname door BSA
In het begin werden modellen in allerlei maten op de markt gebracht maar de verkoop ging erg moeizaam. In 1910 is het bedrijf ingelijfd door de "Birmingham Small Arms Co. Limited (BSA)" een al lang bestaand bedrijf dat zich ook had toegelegd op het produceren van automobielen.
Binnen BSA was Daimler het belangrijkste bedrijf en de productie van de BSA automobielen is uiteindelijk gestopt. Wel werd in januari 1931 the Lanchester Motor Co. door BSA ingelijfd. De ontwikkeling van de verschillende merken heeft een snelle vlucht genomen maar de concurrentie in Groot-Brittannië was inmiddels enorm. Ook Lanchester heeft het niet gered. Lange tijd werden door Daimler zeer exclusieve voertuigen voor de royal en upper class gefabriceerd.
Tijdens de Tweede Wereldoorlog werden de fabrieken in Coventry zwaar beschadigd door Duitse luchtbombardementen. Het werk werd zoveel als mogelijk doorgezet en de fabrieken leverden een belangrijke bijdrage aan de oorlogsinspanning met de productie van kleine pantserwagens, zoals de Daimler Armoured Car en Daimler Scout Car, tanks en vliegtuigmotoren. Na de oorlog werd de productie van personenwagens weer opgestart.

## BSA wordt overgenomen door Jaguar

Daimler Super V8 (1998)

BSA, inclusief de inmiddels Daimler Corporation Incorporated, is in 1960 overgenomen door Jaguar en de toen nog in productie zijnde modellen werden nog een korte tijd voortgezet. De laatste 'echte' Daimler was de DS420 uit 1968, gebouwd door Jaguar-dochter Vanden Plas, en bleef in productie tot in de jaren negentig.
De Daimler SP 250 (oorspronkelijk Dart maar die naam bestond al in Amerika) uit de jaren zestig, was het sportieve model voor dit anders zo statige Engelse merk. Voorzien van een kunststof carrosserie en een 2,5 liter V8-motor met 140 pk. Een echte tweezitter die aanvankelijk alleen bedoeld was voor het vasteland, en dus alleen gebouwd werd met het stuur aan de linkerkant. Het succes van de auto zorgde er echter voor dat op korte termijn ook een Engelse versie ontwikkeld werd.
In 1990 werd Jaguar overgenomen door Ford Motor Company en bracht het merk – samen met Volvo, Land Rover en Aston Martin – onder in de Premier Automotive Group. In 2008 werd Jaguar samen met Land Rover verkocht aan de Indiase autofabrikant Tata.
Tegenwoordig is Daimler een luxueuze uitvoering van topmodellen van Jaguar, recentelijk de XJ6, XJ40, XJ300 en X308: leer, notenhout, Daimler-badges en logo's, geribbelde grill en kofferbak-lining, aangepaste deurvloerstijlen, en nog een paar extra chromen strips en randen. Vanaf 2002 werd gestopt met het gebruik van de naam Daimler, om vervolgens in 2005 weer tevoorschijn te komen. Wederom als het luxueuze broertje van Jaguar.

## Trivia
- Het is geen onderdeel van het 'Daimler Benz' consortium maar had er in het begin wel mee te maken.

- Virtual International Authority File: 168036676